# معركة أوسان
معركة أوسان (بالكورية: 오산 전투)، أول اشتباك بين القوات الأمريكية والقوات الكورية الشمالية خلال الحرب الكورية، في 5 يوليو 1950. نُقلت وحدة سميث الحربية، وهي وحدة حربية أمريكية تضم 400 من جنود المشاة تدعمهم بطارية مدفعية، إلى أوسان، جنوب عاصمة كوريا الجنوبية سول، وأُمرت بالقتال كحامية لمؤخرة الجيش لتأخير تقدم القوات الكورية الشمالية إلى حين وصول قوات أمريكية إضافية إلى البلاد لتشكيل خط دفاعي أقوى في الجنوب. افتقرت الوحدة الحربية إلى كل من الأسلحة المضادة للدبابات وأسلحة المشاة الفعالة المضادة للدبابات، إذ جُهّزت بقاذفات صواريخ عفا عليها الزمن بحجم 2.36 بوصة وبعض البنادق عديمة الارتداد عيار 57 ملم. بغضّ النظر عن العدد المحدود لقذائف هيت المخصصة لمدافع الهاوتزر عيار 105 ملم في الوحدة، لم توَّزع الأسلحة الجماعية القادرة على هزيمة الدبابة السوفيتية تي-34-85 على قوات الجيش الأمريكي في كوريا.
تغلّب رتل الآليات العسكرية الكوري الشمالي المجهز بدبابات تي-34/85 سوفيتية الصنع على الوحدة الحربية في المواجهة الأولى وواصل التقدم جنوبًا. بعد أن اخترق رتل دبابات كوريا الشمالية الخطوط الأمريكية، فتحت الوحدة الحربية النار على قوة تتألف من 5 آلاف جندي من المشاة الكوريين الشماليين كانوا يقتربون من موقعها، ما علّق التقدم الكوري الشمالي بشكل مؤقت. في نهاية المطاف، طوّقت القوات الكورية الشمالية المواقع الأمريكية وهزمتها، وانسحبت بقايا الوحدة الحربية في حالة من الفوضى.

## خلفية المعركة

### اندلاع الحرب
في ليلة 25 يونيو 1950، شنت عشر فرق من الجيش الشعبي الكوري الشمالي غزوًا واسع النطاق على جارة الأمة في الجنوب، جمهورية كوريا. تحركت قوة من 89 ألف رجل في ستة أرتال، وباغتت القوات المسلحة لجمهورية كوريا على حين غرة، ما أدى إلى هزيمتها. عانى الجيش الكوري الجنوبي الأصغر من انعدام التنظيم ونقص المعدات على نطاق واسع، إذ لم يكن مستعدًا للحرب. دمرت القوات الكورية الشمالية المتفوقة عدديًا مقاومة معزولة من 38 ألف جندي كوري جنوبي على الجبهة قبل أن تبدأ التحرك بثبات جنوبًا. تراجعت معظم قوات كوريا الجنوبية في مواجهة الغزو. استولى الكوريون الشماليون على عاصمة كوريا الجنوبية سول بحلول 28 يونيو، ما أجبر الحكومة وجيشها المدمر على التراجع جنوبًا.
لمنع انهيار كوريا الجنوبية، صوّت مجلس الأمن التابع للأمم المتحدة على إرسال قوات عسكرية. أرسل أسطول الولايات المتحدة السابع الوحدة الحربية 77، بقيادة حاملة الطائرات يو إس إس فالي فورج؛ أرسل أسطول الشرق الأقصى البريطاني عدة سفن، بما فيها إتش إم إس ترايمف، لتوفير الدعم الجوي والبحري. على الرغم من أن القوات البحرية فرضت حصارًا على كوريا الشمالية وأطلقت طائرات لتأخير القوات الكورية الشمالية، فإن هذه الجهود وحدها لم توقف طاغوت جيش كوريا الشمالية عن تقدمه نحو الجنوب. أمر الرئيس الأمريكي هاري س. ترومان بإرسال قوات برية إلى البلاد لاستكمال الدعم الجوي. ومع ذلك، تراجعت قبضة القوات الأمريكية على الشرق الأقصى باطّراد منذ نهاية الحرب العالمية الثانية قبل خمس سنوات، وكانت أقرب وحدة عسكرية هي فرقة المشاة الرابعة والعشرون التابعة لجيش الولايات المتحدة الثامن، ومقرها اليابان. عنى خفض الإنفاق العسكري الأمريكي أن الفرقة كانت غير فعالة وتستخدم معدات قديمة.
وجد قائد الفرقة، اللواء ويليام ف. دين أن فوج المشاة الحادي والعشرين كان الأكثر استعدادًا للقتال من الأفواج الثلاثة التابعة لفرقة المشاة الرابعة والعشرين. قرر دين إرسال الكتيبة الأولى التابعة لفوج المشاة الحادي والعشرين من التشكيلة لأن قائدها المقدّم تشارلز برادفورد سميث كان الرجل الرائد الأكثر خبرة، إذ خاض معركة غوادالكانال خلال الحرب العالمية الثانية. نقلت طائرة دوغلاس سي-54 سكاي ماستر كتيبةً واحدةً من حامية الفرقة بقيادة سميث إلى كوريا. انتشرت الكتيبة بسرعة لمنع تقدم القوات الكورية الشمالية، ونفّذت هجومًا معرقلًا ريثما يتم نقل بقية الفرقة إلى كوريا الجنوبية عن طريق البحر.